# Красножон Андрій Миколайович
Андрі́й Микола́йович Красножо́н (пом. 18 березня 2022 року, м. Чернігів) — солдат Збройних Сил України, учасник російсько-української війни, що загинув у ході російського вторгнення в Україну в 2022 році.

## Життєпис
Андрій Красножон пішов добровольцем до Збройних Сил України ще у перші хвилі мобілізації у 2014 році. Перебував у резерві. 
24 лютого 2022 року, з початком повномасштабного вторгнення Росії в Україну, також добровільно, пішов на військову службу. Брав участь у військових діях на околицях Чернігова. Загинув 18 березня 2022 року, перебуваваючи у мікрорайоні ЗАЗ. Зранку були обстріли з російських танків, згодом почали стріляти снайпери. Андрій побіг рятувати побратима і потрапив під обстріл снайпера, коли евакуйовував пораненого 22-річного побратима. Ворожий снайпер прострелив йому повністю грудну клітку. Тоді також загинули четверо співслужбовців. Поховали Андрія Красножона 20 березня 2022 року в Чернігові на кладовищі, що на вулиці Старобілоуській.

## Родина
В Андрія Красножона залишилися дружина Тетяна та 14-річний син.

## Нагороди
- орден За мужність III ступеня (2022, посмертно) — за особисту мужність і самовіддані дії, виявлені у захисті державного суверенітету та територіальної цілісності України, вірність військовій присязі [2].